# شكيب الجابري
شكيب الجابري (1912 - 1996)، هو روائي ومهندس في الكيمياء والمعادن ودكتور في العلوم الفيزيائية سوري، شكيب بن مراد بن مفتي حلب عبد القادر لطفي الجابري الحسيني ولد في حلب سنة 1912 وتوفي في الرياض السعودية عام 1996. وهو من أسرة عريقة مشهورة بالوطنية والثراء، وقد عمل عدد من أفرادها في السياسة وشغل بعضهم مراكز هامة أبرزهم عمَّا شكيب إحسان الجابري و سعد الله الجابري وكان لهما تأثير في اتجاهه القومي منذ شبابه، وكان العاشر من إخوته، أرسله أبوه مع إخوته إلى بيروت للدراسة في الكلية الفرنسية، فالجامعة الوطنية في عاليه، ثم سافر إلى جنيف عام 1930 لإكمال دراسته، إلا أنه عاد بعد عام إلى حلب وحاول أن يحقق طموحه الشخصي في العمل السياسي واندفع في مقاومة الانتداب الفرنسي فقبض عليه وسُجن، ثم أفرج عنه على أن يغادر البلاد. رجع إلى جنيف ليتم دراسته العليا في جامعتها، فعين هناك ومنذ عام 1932 سكرتيراً مؤقَّتاً في عصبة الأمم، فكان أول عربي عمل في هذه الوظيفة، وفي عام 1936 حصل على دبلوم مهندس كيميائي من جامعة جنيف كما حصل عام 1938 على الدكتوراه في العلوم الفيزيائية. وحصل على شهادة التنقيب عن المعادن.
لم تستطع الدراسة صرف الجابري عن السياسة فظهر نشاطه القومي في أثناء وجوده في جنيف بمشاركته معظم حركات الشباب العربي التغريبية في أوربة، فكان خطيب مؤتمر الشباب العربي الذي أقيم في باريس عام 1935 للدعاية لقضية سورية والعرب، كما مارس النضال القومي مع الأمير شكيب أرسلان وعمه إحسان الجابري و رياض الصلح الذين كانوا يمثلون الوفد العربي السوري في أوربة .
رجع الجابري بعد انتهاء دراسته في جنيف، إلى حلب وحاول أن يعاود نشاطه السياسي فلجأ إلى نشر روايته «نهم» 1937 وهي قصة جريئة أثارت ضجة وأكسبته جمهوراً من الشباب كما انتسب إلى سلك التدريس ليجمع حوله جيل الطلاب وعمل مدرساً للعلوم الطبيعية في تجهيز حلب، واستطاع أن يجتذب طلابه ويشترك معهم في مظاهراتهم ضد الفرنسيين عام 1941.
تنقَّل بعد ذلك في الوظائف، فعين عام 1943 مديراً عاماً للدعاية والمطبوعات. وأحب أن يلج ميدان الصحافة فأصدر مجلة «العالمان» ولم تطل مدتها، ثم مجلة «أصداء» الأدبية عام 1944 التي أرادها أن تكون منبراً لأقلام الشباب تحببهم بالأدب الرفيع وتسهم في تحقيق وحدة ثقافية عربية، إلا أنها لم تعمر طويلاً أيضاً.
عين عام 1945 مديراً للمعادن ومراقباً للشركات الأجنبية ذات الامتياز، ثم عُيِّن في عام 1952 وزيرا مفوضا لسورية في إيران وبلاد الأفغان وبقي حتى عام 1954، وعمل عام 1955 مديراً لمعمل الزجاج في دمشق. وترك بعدها الوظيفة والعمل لينصرف إلى هواياته الأدبية والفنية. فأسَّس عام 1957 مع نخبة من الأدباء والشعراء «جمعية الأدباء العرب» التي كان من أهدافها التعريف بالأدب السوري وبالأدباء والشعراء ونشر إنتاجهم وتوجيه الناشئين منهم وتشجيعهم. وبقي رئيساً لها حتى عام 1961 كما عمل في الوقت ذاته في الجمعية السورية للفنون رئيساً لها منذ عام 1959. ذهب عام 1963 إلى المملكة العربية السعودية وعمل مستشاراً للملك فيصل حتى استشهاده، ثم عاد إلى سورية متنقلاً ما بين دمشق وبيروت وبلودان و أوروبا لأأكثر من 30 عاماً.
بدأ الجابري حياته متحمساً للكتابة فكتب وهو في السجن رواية «في إثر السراب» لم تُنشر، ثم ألَّف في المجال العلمي ضمن اختصاصه كتاب «تأثير الأوزون في مشتقات البترول» عام 1937 و«مبادئ الجيولوجية» و«مبادئ الفيزياء» 1938. ولكنَّ ميوله الأدبية كانت أقوى فعد الرائد الأول للرواية العربية في سورية. كتب بعض القصص القصيرة وأشهرها «هكذا سنقاتلكم في فلسطين»، ثم انطلق يكتب في مجال الرواية فكتب «نهم»، أحدثت هذه الرواية ضجة بين القراء والنقاد فكانوا مابين مستنكر ومرحب فعدّها بعضهم رواية غربية كتبت بالعربية، في حين عدّها معظم النقاد البداية الفنية شبه المكتملة للرواية العربية السورية، وذهب بعضهم إلى عقد الصلة بينها وبين قصة «زينب» لحسنين هيكل. ثم كتب «قدر يلهو» 1939 و«قوس قزح» 1946 وبدا فيهما تأثره بالثقافة العربية والتاريخ العربي. كما بدا فيهما وفي سابقتهما «نهم» تأثُّره بالأدب القصصي الرومنسي الإبداعي الألماني والفرنسي. وفي عام 1960 كتب روايته «وداعاً يا أفاميا» وقد هيمنت عليها الروح العربية وجرت أحداثها في جو عربي وتاريخي أثري، ولقيت هذه الرواية إشادة كبيرة من النقاد.
وقد صرح الجابري في أكثر من موضع: ثم استهواني روسو، وقد بلغت الثامنة عشرة وكنت لشدة ولعي به أشد خصومة لفولتير منه نفسه. وكان أول مكان زرته في أوروبا ساعة وصولي «جزيرة روسو» في جنيف، وقرأت لامارتين و شاتوبريان ثم غلب علي فولتير، لقد قلب حياتي من الرومنتيكية المحضة إلى المادية، ثم تعرفت على أناتول فرانس وهوآخر من أثر فيّ من الكتّاب» «10». لم يقتصر تأثره بالغرب على الثقافة الأوربية، فحسب، لأنه تأثر بأفكار جديدة أثمرتها عشقه و وله بالمرأة الأوربية لديه، مصرحاً بذلك في قوله: «وباريس بدورها أعطتني الكثير، هناك بدأت أقرأ لكتاب فرنسا المعاصرين وذلك أن كل صديقاتي كن يقرأن ويناقشن في الأدب والفكر والسياسة، وخرجت من باريس وقد استقيت حياة هائلة »«11» كان هذا الانطباع هو الانطباع الإيجابي الأول المصرح به عما تركته المرأة الأوربية في نفس الجابري من أثر طيب، باعتبارها المرأة المثقفة التي تمارس حريتها.
يمتاز الأسلوب الأدبي للجابري في رواياته بالمتانة والقوة والجرس الموسيقي بين الجمل، وفخامة التعبير، في بيان عربي ناصع يدل على ثقافة عربية متينة ومعرفة عميقة بالتاريخ العربي، واطلاع واسع على الثقافة الغربية. رأى بعضهم في أسلوب الجابري في قصصه تأثراً بالمنفلوطي وبالرومنسية وبعض أدبائها في فرنسة وألمانية كجان جاك روسو وغوته، وغيرهما. كان شكيب الجابري محباً للحياة عاشقا للمرأة وللطبيعة، طموحاً مغامراً مؤمناً بسمو مكانة أمته معتزاً بقوميته، وانعكس ذلك على ما كتبه وما قام به من أعمال فلم ينتسب إلى حزب سياسي أو يلتزم باتجاه معين لقد كان متخبطا، إلا أنه كان عضواً في الروتاري و هي أخوية (على غرار الماسونية ).
مرض آخر حياته في دمشق، ونقل إلى المملكة العربية السعودية فوافته المنية هناك، ودفن في البقيع في المدينة المنورة.

## أعماله
روايات
- في أثر السرب لم تطبع.
- نهم 1937
- قدر يلهو
- قوس قزح
- وداعاً يا أفاميا 1960

مؤلفات أخرى
- يومان لا يتشابهان
- تأثير الأوزان في مشتقات البترول (بالفرنسية)
- مبادئ الجيولوجيا (بالفرنسية)